# NGC 7518
إن جي سي 7518 التي يرمز لها بالرمز 2MASX J23131271+0619177، هي مجرة، في كوكبة الحوت.

## الاكتشاف
اكتشفت في 29 أغسطس 1863، بواسطة ألبرت مارث.